# 瀬木博尚
瀬木博尚（せき ひろなお、嘉永5年10月6日（1852年11月17日） - 昭和14年（1939年）1月22日）は博報堂の創業者。富山県富山市桃井町出身。

## 来歴・人物
富山藩士の瀬木博重の長男として生まれる。
富山の役人を経て、明治27年（1884年）に上京し、星亨の「めさまし新聞」に入社。
明治28年（1895年）10月に東京都日本橋本銀町に教育雑誌の広告取次店「博報堂」を開業。明治30年（1897年）、神田区末広町に移転。明治43年（1910年）、日刊『内外通信』を発刊、社名を「内外通信社」と改称する。なお、広告部門には「広告部博報堂」の名称を継続使用した。大正3年（1914年）、神田区錦町に移転。大正13年（1924年）、株式会社化し、初代取締役社長に就任。資本金50万円。
大正15年（1926年）、宮武外骨のコレクションを元にした「明治新聞雑誌文庫」を設立し、東京帝国大学に寄贈した。
瀬木博俊（元博報堂副社長）、瀬木博信（元博報堂社長）、瀬木博政（元博報堂会長）は子。